# MTV Digital Days 2014
Gli MTV Digital Days 2014 si sono svolti dal 26 al 28 giugno 2014 alla Reggia di Venaria, come per la precedente edizione.